# کارا توینتون
کارا توینتون (به انگلیسی: Kara Tointon) (زاده ۵ اوت ۱۹۸۳) بازیگر، مدل انگلیسی است.
از فیلم‌های معروف او می‌توان به بازی در فیلم آخرین مسافر اشاره کرد.